# Aphanistes hopperi
Aphanistes hopperi là một loài tò vò trong họ Ichneumonidae.